# Roker Point
Roker Point est une résidence privée située au nord-ouest de Great Exuma aux Bahamas qui accueille des yachts et donne la possibilité aux gens de posséder un bien immobilier. C'est ici que se déroule en 2017 le festival de musique frauduleux Fyre Festival. 